# Robert Lesman
Pour les articles homonymes, voir Lesman.
Robert Lesman né le 11 mai 1950[réf. nécessaire] à Bruxelles est une personnalité du football belge, dirigeant du Standard de Liège pendant plus de 10 ans dans les années 1990, le club duquel il est encore actionnaire à ce jour. 
Il a quitté le CA du club en 2003.
Son entraineur favori était Arie Haan avec qui le Standard a remporte la coupe de Belgique et le titre de vice-champion lors de la saison 1992-93. 